# Sebastian Bezzel

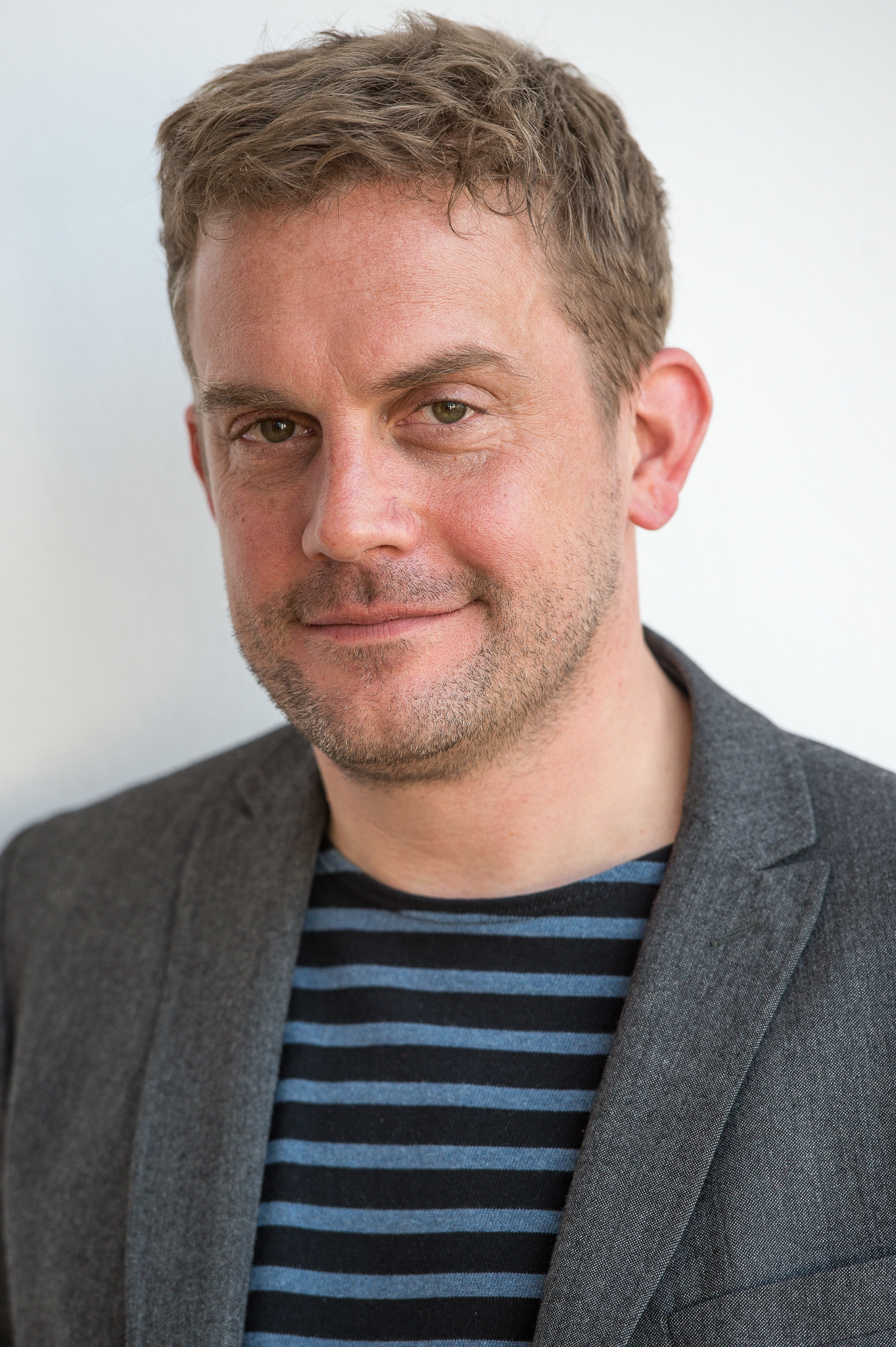
Sebastian Bezzel (2017)

Sebastian Bezzel (* 18. Mai 1971 in Garmisch-Partenkirchen) ist ein deutscher Schauspieler und Synchronsprecher. Einem breiten Publikum wurde er ab 2001 als Polizeihauptmeister Ulf Meinerts in der RTL-Krimiserie Abschnitt 40 und als Kommissar Kai Perlmann im Konstanzer Tatort bekannt. Weitere Bekanntheit erlangte er als bayerischer Provinzpolizist Franz Eberhofer in der Filmreihe Eberhoferkrimi. Seit 1992 stand er in über 50 Film- und Fernsehproduktionen vor der Kamera.

## Leben

### Familie und Privates
Sebastian Bezzel ist der Sohn des Ornithologen Einhard Bezzel (1934–2022) und hat einen Bruder.
Seit September 2009 ist Bezzel mit der Schauspielerin Johanna Christine Gehlen verheiratet. Das Paar hat einen Sohn und eine Tochter und lebt in Hamburg-Ottensen.

### Ausbildung und Theater
Nach dem Abitur absolvierte Bezzel eine Schauspielausbildung an der Bayerischen Theaterakademie August Everding in München. Im Anschluss an seine Ausbildung spielte er zunächst am Münchner Residenztheater und am Prinzregententheater. Ab 1993 folgten auch Auftritte als Kabarettist, wie auf Jörg Maurers Bühne Unterton und im Theater im Fraunhofer in München. Bis zum August 2000 hatte er ein festes Engagement am Bayerischen Staatsschauspiel. Danach arbeitete er als freier Schauspieler.

### Film und Fernsehen
Sein Filmdebüt gab Bezzel an der Seite von Gustl Bayrhammer, Michaela May und Johanna von Koczian in Thomas Engels ZDF-Krimidrama Der Struppi ist weg. Neben weiteren Rollen in Fernsehproduktionen sah man ihn auch in einigen experimentellen Produktionen von Studierenden der Hochschule für Film und Fernsehen München.
Von 2001 bis 2006 übernahm Bezzel als Polizeihauptmeister Ulf Meinerts eine Hauptrolle in der RTL-Krimiserie Abschnitt 40. Von 2004 bis 2016 verkörperte er im Tatort aus Konstanz an der Seite von Eva Mattes als Hauptkommissarin Klara Blum den Oberkommissar und späteren Hauptkommissar Kai Perlmann. In Franz Xaver Bogners Krimiserie München 7 spielte er 2006 einen Jungbauern.
2007 war Bezzel als Hauptdarsteller in den Filmen Schwere Jungs und Stellungswechsel im Kino zu sehen. 2008 spielte er im Film Die Geschichte vom Brandner Kaspar den Fonse. In der BR-Fernsehserie Franzi spielte er von 2009 bis 2012 an der Seite von Jule Ronstedt deren Jugendliebe Werner Grüneis. In den Jahren 2011 und 2012 verkörperte er in der Serie Danni Lowinski den Sicherheitsmitarbeiter Sven Nowak.
Seit 2013 spielt Bezzel in den Romanverfilmungen der Franz-Eberhofer-Serie von Rita Falk die Hauptfigur, den Provinzpolizisten Franz Eberhofer. Seine schräge Figur könnte sich der Schauspieler durchaus als geselligen Kumpel vorstellen, wie Bezzel im Interview verrät: „Ich glaube, dass man mit dem tolle Abende haben kann.“
Bezzel ist seit dem Dreh des ersten Teils mit Simon Schwarz eng befreundet.
Bezzel wirkte auch in einigen Kinder- und Jugendproduktionen mit, wie 2014 als König Wilbur in Uwe Jansons Märchenadaption Sechse kommen durch die ganze Welt.
Im Jahr 2022 lieh er Mr. Wolf in Die Gangster Gang (The Bad Guys) seine Stimme.

## Filmografie

### Kino
- 2006: Schwere Jungs
- 2007: Stellungswechsel
- 2007: Das Massaker von Katyn
- 2008: Die Geschichte vom Brandner Kaspar
- 2010: Nanga Parbat
- 2012: Vatertage – Opa über Nacht
- 2013: Heute bin ich blond
- seit 2013: Eberhoferkrimi (Filmreihe)
  - 2013: Dampfnudelblues
  - 2014: Winterkartoffelknödel
  - 2016: Schweinskopf al dente
  - 2017: Grießnockerlaffäre
  - 2018: Sauerkrautkoma
  - 2019: Leberkäsjunkie
  - 2021: Kaiserschmarrndrama
  - 2022: Guglhupfgeschwader
  - 2023: Rehragout-Rendezvous
- 2016: Eine unerhörte Frau
- 2018: Safari – Match Me If You Can
- 2020: Lassie – Eine abenteuerliche Reise
- 2021: Der Boandlkramer und die ewige Liebe
- 2021: Beckenrand Sheriff

### Fernsehen

#### Fernsehfilme
- 1992: Der Struppi ist weg
- 1997: Strong Shit
- 2000: Liebst du mich
- 2000: Geier im Reisrand
- 2001: Du oder keine
- 2001: Und morgen Italien
- 2001: Eine Hochzeit und (k)ein Todesfall (VT: Meine Hochzeit ohne mich)
- 2007: Grüß Gott, Herr Anwalt
- 2008: Die Versöhnung
- 2009: Die Rebellin (Dreiteiler)
- 2009: Die Blücherbande
- 2011: Die göttliche Sophie – Das Findelkind
- 2012: Vatertag – Opa über Nacht
- 2012: Hannas Entscheidung
- 2013: Familie Sonntag auf Abwegen
- 2013: Die Gruberin
- 2014: Der Geruch von Erde
- 2014: Immer wieder anders
- 2014: Sechse kommen durch die ganze Welt
- 2015: Einer für Alle, alles im Eimer
- 2016: Schlimmer geht immer
- 2017: Falsche Siebziger
- 2018: Einmal Sohn, immer Sohn
- 2018: Echte Bauern singen besser
- 2022: Bis zum letzten Tropfen
- 2025: Sturm kommt auf

### Fernsehserien und -reihen
- 1999: Der Alte (Folge Im Angesicht des Todes)
- 1999: Tatort: Norbert
- 2000: Der Bulle von Tölz: Eine tödliche Affäre
- 2001–2006: Abschnitt 40 (29 Folgen)
- 2002: Sinan Toprak ist der Unbestechliche (Folge Erschlagende Verbindung)
- 2002: SOKO 5113 (Folge Kaufrausch)
- 2003: Kommissarin Lucas – Die blaue Blume
- 2003: Bloch: Silbergraue Augen
- 2003: Polizeiruf 110: Mama kommt bald wieder
- 2003: Café Meineid (Folge Ein guter Start)
- 2004: Der Alte (Folge Ein mörderisches Geheimnis)
- 2004–2016: Tatort als Kriminalkommissar Kai Perlmann, siehe Blum und Perlmann (27 Folgen)
- 2005: Der Bulle von Tölz: Der Weihnachtsmann ist tot
- 2006: München 7 (2 Folgen)
- 2006: Die Rosenheim-Cops (Folge Die verschwundene Leiche)
- 2006: Medicopter 117 – Jedes Leben zählt (Folge Heißer Schnee)
- 2007: Der Bulle von Tölz: Feuer und Flamme
- 2009–2011: Franzi
- 2010: SOKO Leipzig (Folge Mord am Telefon)
- 2011: Großstadtrevier (Folge Peanuts)
- 2011–2012: Danni Lowinski (14 Folgen)
- 2017: Hubert und Staller (Folge Der Räucherschorsch dreht durch)
- 2018: Heldt (Folge Ewig mein)
- 2019: Tatort: Maleficius
- 2019: Die Toten vom Bodensee – Die Meerjungfrau
- 2019: Ein starkes Team: Tödliche Seilschaften
- 2020: Da is’ ja nix (6 Folgen)
- 2024: Die Stinos - Ganz besonders stinknormal
- 2025: München Mord: Nix für Angsthasen (Fernsehreihe)

## Theater (Auswahl)
- 1995: Jérôme Savary: Zazou und die Swing Boys (Fremdenlegionär) – Regie: Jerôme Savary (Residenztheater München)
- 1995: Der Brandner Kaspar (Florian) – Regie: Kurt Wilhelm (Residenztheater München)
- 1998: Ernst Toller: Hinkemann (M.Knatsch) – Regie: Albert Lang (Cuvilliés-Theater)
- 1998: Bertolt Brecht: Die Dreigroschenoper (Platte / Bettler) – Regie: Klaus Emmerich (Residenztheater München)
- 1998: William Shakespeare: Hamlet (Bernardo) – Regie: Matthias Hartmann (Residenztheater München)
- 2000: Johann Wolfgang von Goethe: Clavigo (Beaumarchais) – Regie: Cornelia Krompholz (Residenztheater München)
- 2001: Ödön von Horváth: Ein Kind unserer Zeit – Regie: Sebastian Bezzel (Westtorhalle Murnau)
- 2001: Carl Orff: Osterspiel (Der 7. Soldat) – Regie: Michael Lerchenberg (Prinzregententheater)
- 2003: Karl Schönherr: Der Weibsteufel (Jäger) – Regie: Georg Büttel (Kultursommer Garmisch-Partenkirchen)